# 复齿扁担杆
复齿扁担杆（学名：Grewia cuspidatoserrata）为椴树科扁担杆属下的一个种。

## 扩展阅读
- 維基物種上的相關：复齿扁担杆